# اتسوکو تاهارا
اتسوکو تاهارا (ژاپنی: 田原 悦子) یک بازیکن فوتبال اهل ژاپن است.
وی همچنین در تیم ملی فوتبال زنان ژاپن بازی کرده است.